# Jo Van Fleet
Catherine Josephine Van Fleet (født 29. december 1915, død 10. juni 1996) var en amerikansk teater- og filmskuespiller.

## Biografi
Van Fleet studerede under Sanford Meisner på Neighborhood Playhouse og havde Elia Kazan og Lee Strasberg som lærer på Actor's Studio. Hun scenedebuterede i 1944 på Washington National Theatre med en rolle i U Harry. I 1946 debuterede hun på Broadway i The Winters Tale. I 1954 vandt Van Fleet en Tony Award for bedste kvindelige birolle i et skuespil for sin præstation i The Trip to Bountiful. I 1958 blev hun nomineret igen til en Tony Award for bedste kvindelige hovedrolle i Look Homeward Angel.
Hun filmdebuterede i en alder af 40 i Øst for paradis  fra 1955, hvor hun spillede James Deans mor. Rollen indbragte hende en Oscar for bedste kvindelige birolle. Hun blev så set i roller som Sheriffen fra Dodge City (1957) og Skrappe Luke (1960). Hendes sidste rolle var i Seize the Day fra 1986 overfor Robin Williams. Van Fleet havde også roller i tv-produktioner herunder som den onde stedmoder i et tv adoptionen af Askepot i 1965. Hun var også med i flere episoder af Alfred Hitchcock Presents.
Van Fleet spillede ofte roller, der var ældre end hun var. For eksempel som mor til Anthony Perkins, Ben Gazzara og Paul Newman.
Hun var gift med danseren William Bales indtil hans død i 1990.

## Filmografi (udvalg)
- 1955 – Øst for paradis
- 1955 – Den tatoverede rose
- 1955 – Jeg gemmer mine tårer
- 1957 – Sheriffen fra Dodge City
- 1958 – This Angry Age
- 1965 – Askepot (TV-film)
- 1967 – Skrappe Luke
- 1968 – Lad mig kysse din sommerfugl
- 1971 – Hellere ramme ved siden af...
- 1976 – Den nye lejer
- 1986 – Seize the Day